# بیسترو ۲۰۳۸
سیارک ۲۰۳۸ (به انگلیسی: 2038 Bistro، نامگذاری:1973WF) دو هزار و سی و هشتمین سیارک کشف شده‌است که در ۲۴ نوامبر ۱۹۷۳ کشف شد.
قدر مطلق سیارک برابر ۱۲٫۳۰ است.